# Лудвиг VII (Бавария)
Лудвиг VII (на немски: Ludwig VII. von Bayern, der Bärtige, der Gebartete; * 1368; † 1 май 1447, Бургхаузен) от династията Вителсбахи, е херцог на Бавария-Инголщат през 1413 – 1447 г. Заради френската мода тогава, си пуска брада и е наричан Брадатия. Той е също граф на Мортен (de iure uxoris) 1413 – 1425 г. в Нормандия.

## Живот
Лудвиг е син на Стефан III († 1413) и Тадеа Висконти (1350 – 1381), дъщеря на Бернабо Висконти и Беатрис дела Скала. Той е брат на Изабела Баварска (1370 – 1435), която през 1385 г. се омъжва за Шарл VI, краля на Франция. Майка му умира, когато той е на тринадесет години.
Лудвиг живее във Франция между 1391 – 1415 г. Той е de facto регент на Франция, понеже зет му Шарл VI боледува от умствена болест.
Лудвиг VII става херцог на Бавария-Инголщат след смъртта на баща му през 1413 г. Лудвиг претърпява поражение в Баварската война (1420 – 1422) и Бавария-Инголщат е обединена през 1447 г. от Хайнрих Богатия с Бавария-Ландсхут.

## Фамилия
Първи брак: на 1 октомври 1402 г. в Париж с Анна Бурбонска (1380 – 1408), вдовица на Жан II от Бери, граф на Монтпенсие. Тя е дъщеря на Жан I дьо Бурбон, граф на Ла Марш и Вандом, и съпругата му Катарина от Вандом. Имат двама сина:
- Лудвиг VIII Гърбавия (1403 – 1445)
- Йохан (*/† 1404, Париж).

Втори брак: на 1 октомври 1413 в Париж с графиня Катерина д’Алансон (1395 – 1462), вдовица на Петер от Навара, граф на Мортен. Техните деца умират преди да порастнат:
- Йохан (1414 – 1420)
- Анна (1416 – 1418)